# ライオンとユニコーン
ライオンとユニコーン（原題: "The Lion and the Unicorn"）は、イギリスを中心とした英語圏の童謡であるマザー・グースの1編、およびルイス・キャロル著『鏡の国のアリス』（1871年）に登場するキャラクターである。

## 唄の起源
ライオンはイングランド王家の紋章を、ユニコーンはスコットランド王家の紋章をそれぞれ表し、1603年、エリザベス1世の死後、スコットランド王ジェームズ6世がイングランド王位を継承したことによる両国の統合に至るまでの対立を歌ったものと言われている。ただし、「ライオンがユニコーンをやっつけて街のあちこち追いかけ回す」という歌詞からは、むしろ統合後のイングランドによるスコットランドの征服や、スコットランドの反乱とその制圧を表しているとも読み取れる。

## 歌詞
| The Lion and the Unicorn The Lion and the Unicorn, Were fighting for the crown, The Lion beat the Unicorn, All about the town. Some gave them white bread, And some gave them brown, Some gave them plum cake, And sent them out of town. | 「ライオンとユニコーン」 ライオンとユニコーン 王冠かけて戦った ライオンがユニコーンをやっつけて 街のあちこち追いかけ回す 白パンあげて 黒パンあげて プラムケーキもあげてから どちらも街から追い出した |
| —英語原詞 | — |

## 『鏡の国のアリス』のライオンとユニコーン

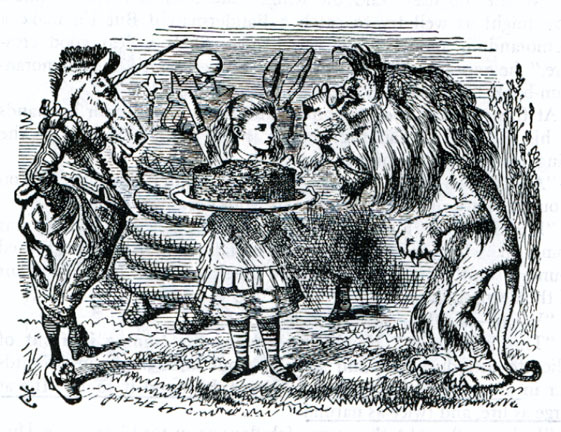
『鏡の国のアリス』原作版（1871年刊）所収の、ライオンとユニコーンの挿絵 / ジョン・テニエル画。

『鏡の国のアリス』刊行時（1871年）における、グレートブリテン王国の国章

- 『鏡の国のアリス』では、この童謡の歌詞からとられたキャラクターであるライオンとユニコーンが唄のとおりに戦い、2人はその休憩時間中にプラムケーキを切り分けようとしていたアリスのことを化け物と言ったり、ケーキの切り方に文句を言ったりした挙句、時間切れのためケーキをもらいそこねてしまう。
- 『鏡の国のアリス』では、唄の最終節「どちらも街から追い出した」 (And sent them out of town) の歌詞が、「太鼓たたいて街から追い出した」 (And drummed them out of town) に変えられている。
- マーティン・ガードナーによる『鏡の国のアリス』の注釈によると、ライオンはグラッドストンを、ユニコーンはディズレーリを戯画化したものと考えられていた。このライオンとユニコーンは、それぞれジョン・テニエルが『パンチ』誌上に掲載したグラッドストンとディズレーリの漫画にそっくりである[2]。

## 引用作品
- カーター・ディクスン著『一角獣の殺人』（1935年）では、『鏡の国のアリス』に登場する唄の歌詞が合い言葉としてそのまま引用されている[注 3]。
- 萩尾望都著『ポーの一族』（1972年 - 1976年）中の1篇「ペニー・レイン」（1975年）では、登場人物の1人が夢うつつの状態のため「戦ったのは一角獣（ユニコーン）とライオン」と、唄の歌詞を逆に引用している。